# Cândești (okręg Alba)
Cândești – wieś w Rumunii, w okręgu Alba, w gminie Avram Iancu. W 2011 roku liczyła 14 mieszkańców.